# Pla de l'Estany
Il Pla de l'Estany è una delle 41 comarche della Catalogna, con una popolazione di 27.905 abitanti; suo capoluogo è Banyoles. La comarca è stata istituita nel 1988 in seguito a referendum.
Amministrativamente fa parte della provincia di Girona, che comprende 8 comarche.

## Lista dei comuni del Pla de l'Estany
| città                    | superficie | popolazione | densità         |
| ------------------------ | ---------- | ----------- | --------------- |
| Banyoles                 | 11,1 km²   | 16.423 ab.  | 1.479,5 ab./km² |
| Camós                    | 15,7 km²   | 638 ab.     | 40,7 ab./km²    |
| Cornellà del Terri       | 27,8 km²   | 1.870 ab.   | 67,4 ab./km²    |
| Crespià                  | 11,4 km²   | 232 ab.     | 20,4 ab./km²    |
| Esponellà                | 16,0 km²   | 369 ab.     | 23,0 ab./km²    |
| Fontcoberta              | 17,3 km²   | 1.178 ab.   | 68,1 ab./km²    |
| Palol de Revardit        | 18 km²     | 379 ab.     | 21,1 ab./km²    |
| Porqueres                | 33,6 km²   | 3.675 ab.   | 109,5 ab./km²   |
| Sant Miquel de Campmajor | 33,2 km²   | 201 ab.     | 5,9 ab./km²     |
| Serinyà                  | 17,4 km²   | 962 ab.     | 55,2 ab./km²    |
| Vilademuls               | 61,1 km²   | 769 ab.     | 12,5 ab./km²    |